# (13790) 1998 UF31
(13790) 1998 UF31 là một thiên thể Troia của Sao Mộc, nằm ở điểm L4. Nó được phát hiện từ Chương trình tiểu hành tinh Bắc Kinh Schmidt CCD ở trạm Xinglong ở tỉnh Hồ Bắc, Trung Quốc ngày 17 tháng 10 năm 1998.